# مكتبة جامعة كامبريدج

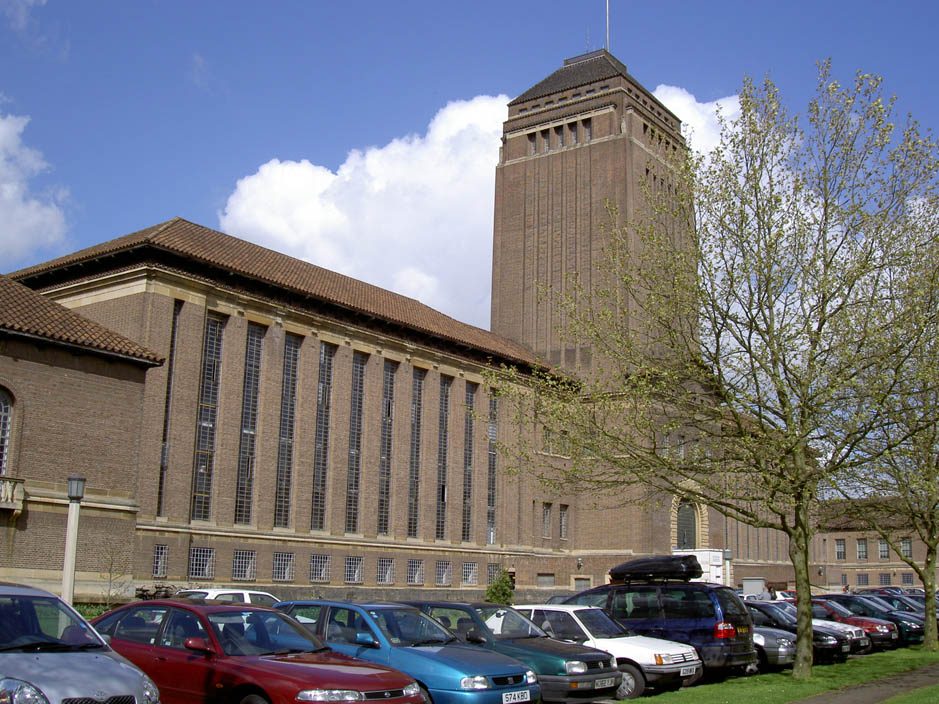

مكتبة جامعة كامبريدج هي إحدى مكتبات الاستيداع الرئيسية في بريطانيا. وتتكون من خمس مكتبات منفصلة:
- المبنى الرئيسي لمكتبة الجامعة.
- المكتبة الطبية
- مكتبة جوردن مور وبيتي.
- مكتبة العلوم الأساسية.
- مكتبة القانون

المكتبة تمت استضافتها من قبل مدارس العديد من الجامعات العريقة القريبة من منزل الشيوخ حتى وفروا لها مكان مناسب ومساحة تكفي لبناء هذه المكتبة الضخمة. أكبر موقع في الساحة الغربية لمدينة كامبريدج بين كلية روبينسون وساحة ميموريال. المكتبى الحالي الموجود هو بيتير فوكس.